# 取手站

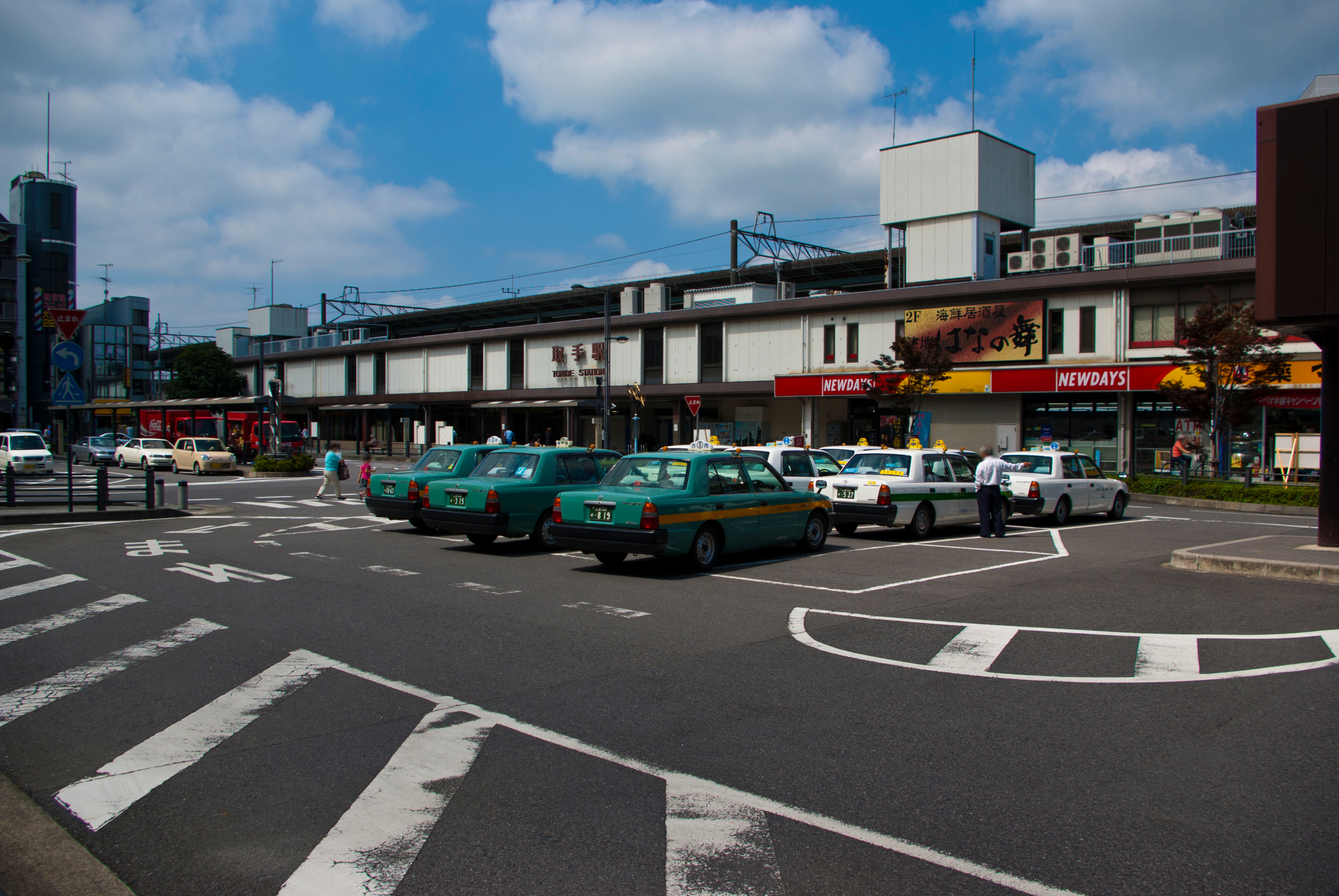
東口（攝於2010年6月）

取手站（日语：／ Toride eki */?）是一個位於茨城縣取手市中央町，屬於東日本旅客鐵道（JR東日本）、關東鐵道的鐵路車站。

## 停靠路線
此站有JR東日本的常磐線與關東鐵道的常總線停靠，是轉乘站。常總線以此站為起點。
JR常磐線車站，此站以南（綾瀨站、上野站方向）有行走快速線的中距離列車與常磐線快速電車和行走緩行線的常磐線各站停車停靠。但是常磐線各站停車只在繁忙時段運行。
因直流電會干擾到氣象廳地磁觀測所的地磁觀測，常磐線本站以北路段是以交流電進行電氣化，因此使用直流電車輛運行的常磐快速線及緩行線系統均以本站為北端終點站，只有使用適用於交流和直流兩種電流的車輛（特急、中距離電車）才可運行本站以北路段，本站與藤代車站之間設有中性區間以分隔交流及直流區間。此外，本站是常磐線四線路段的北端終點站，也是常磐線內電車特定區間的北端終點站。因此本站也是JR東日本旗下兩家支社的分界：上野至本站的路段屬東京支社管轄，而藤代站及以北路段則屬水戶支社管轄。因此，本站是東京支社轄下及電車特定區間內唯一位於茨城縣內的車站。

## 車站結構
取手站站房為跨站式站房（JR西口、關東鐵道）與高架站房（JR東口）混合的設計。由於JR東口與西口之間不設非付費區通道，因此需要利用站外的地下通道來往車站東西兩邊，而在車站東邊乘坐關東鐵道列車也須利用此通道才能進入關東鐵道站區。

### JR東日本
JR站區可分為三層：東口大堂位於地面層，月台位於1樓，而西口大堂則位於2樓。其中西口站房設有扶手電梯和升降機，而東口則只設有樓梯，因此如需要使用扶手電梯或升降機則須經站外地下通道前往西口。
西口站房內設有綠色窗口（營業時間：7:00－21:00），東口亦曾設有綠色窗口，但已經關閉，現在設有對號車票售票機代替。此外，東口剪票口側亦曾設有JR東日本旗下旅遊代理店「View Plaza」，但亦已關閉。

#### 月台配置
月台為島式月台3面6線設計，1、2號月台供緩行線使用，3－6號月台供快速線使用。前者以本站為終點，而後者則連接本站以北的常磐線路段。
快速線的月台中央設有候車室，而緩行線雖然只在早晚繁忙時間行駛，但其月台則全日開放。另外本站往土浦方向設有一停車線，主要供快速列車（E231系列車）折返本站開往上野。
| 月台 | 路線               | 方向 | 目的地                                                 | 備註                        |
| ---- | ------------------ | ---- | ------------------------------------------------------ | --------------------------- |
| 1、2 | 常磐線（各站停車） | 上行 | 我孫子、新松戶、北千住、代代木上原、伊勢原、唐木田方向 | 只限早晚運行                |
| 3、4 | 常磐線（快速）     | 上行 | 柏、松戶、上野、東京、品川方向 （上野東京線）          | 中距離列車。4號月台部分列車 |
| 4、5 | 常磐線（快速）     | 上行 | 柏、松戶、上野、東京、品川方向 （上野東京線）          | 此站始發                    |
| 5、6 | ■常磐線            | 下行 | 土浦、石岡、水戶、高萩、磐城方向                       | 5號月台部分列車             |

（來源：JR東日本:車站構內圖（页面存档备份，存于））

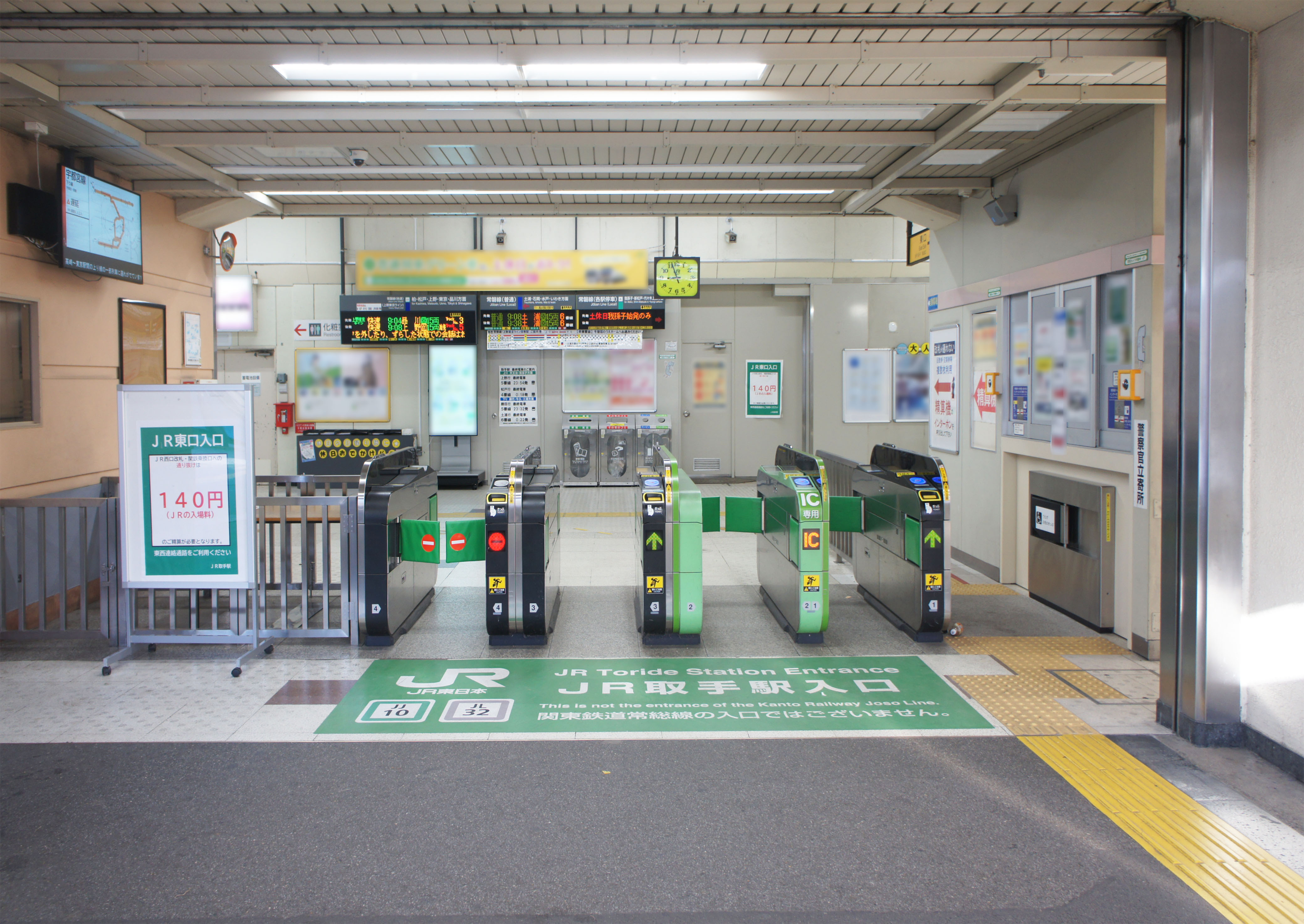
JR東口閘口（2021年12月）
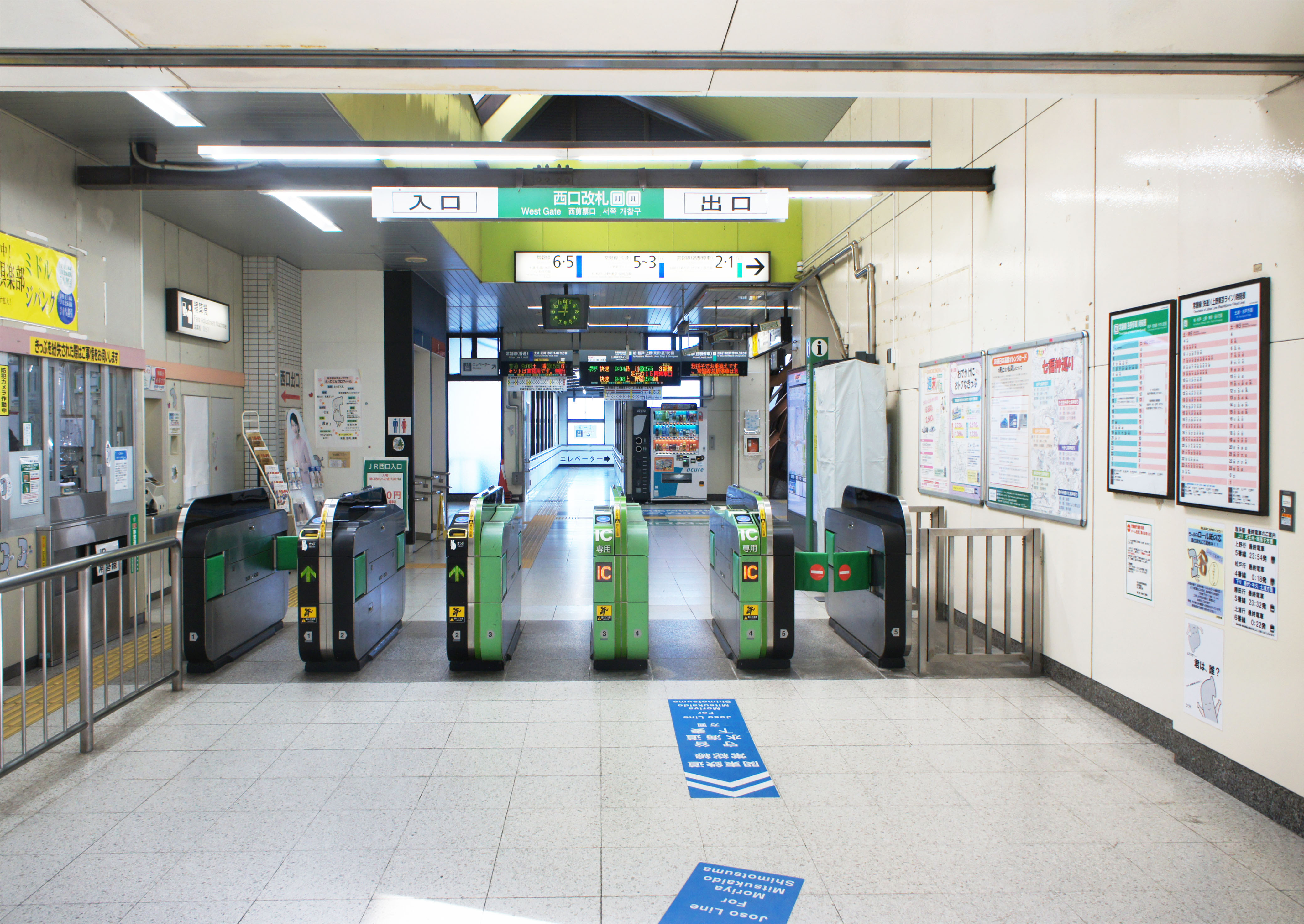
JR西口閘口（2021年12月）
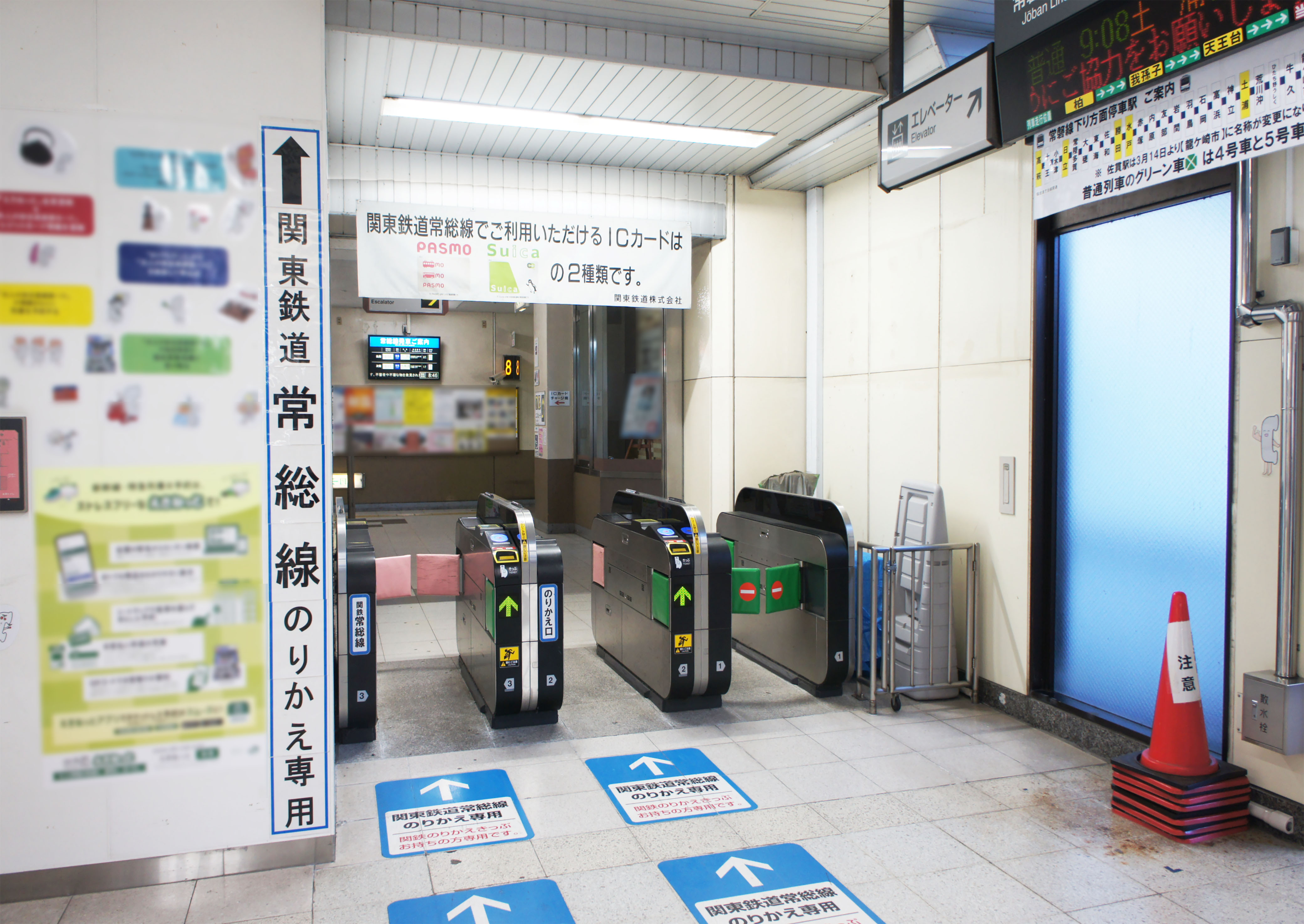
JR、關東鐵道轉乘閘口（2021年12月）
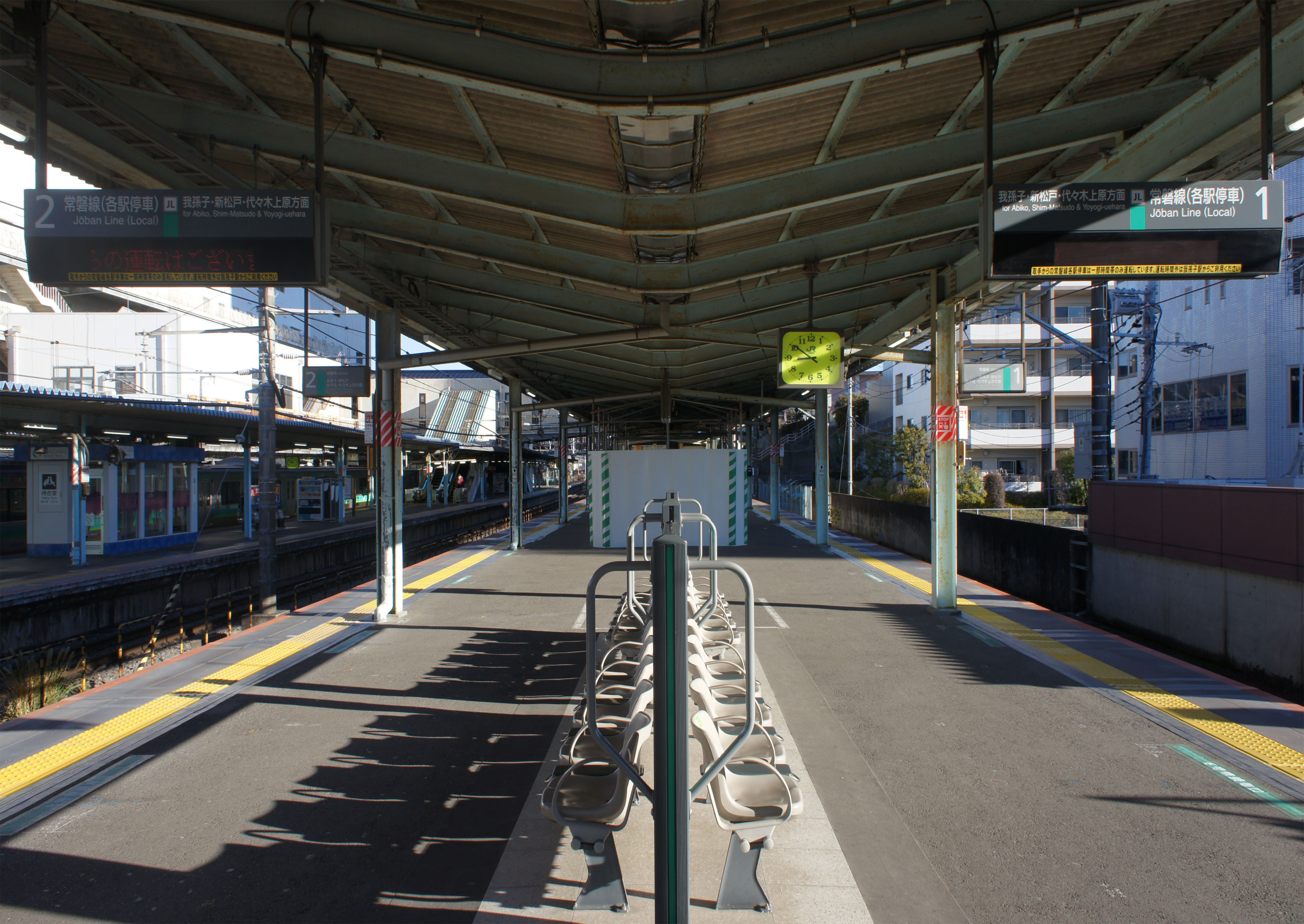
1、2號月台（2021年12月）
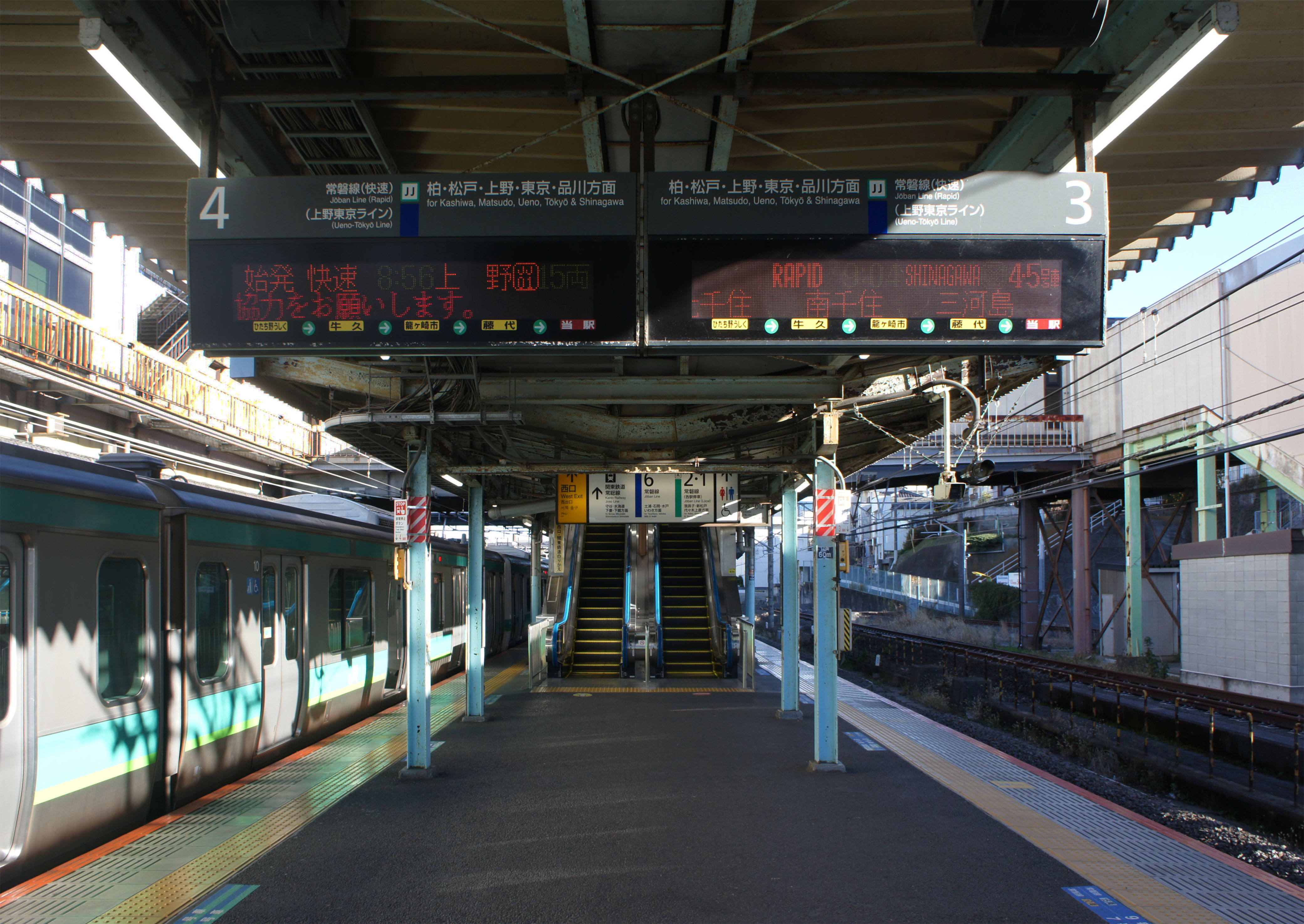
3、4號月台（2021年12月）
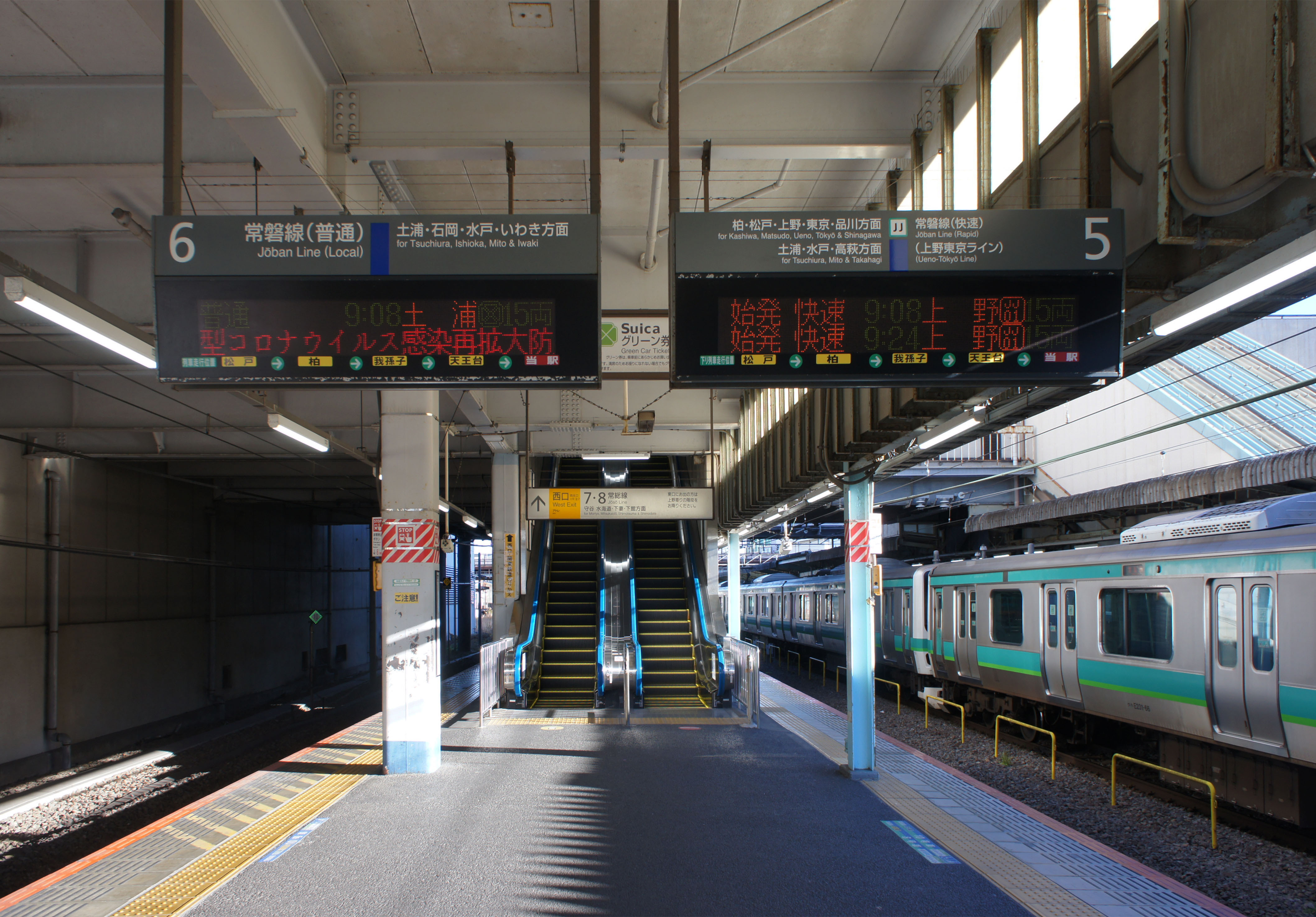
5、6號月台（2021年12月）

### 關東鐵道
關東鐵道站區是一地面車站，站房與JR站區西口（車站大樓「Boxhill」）連接。兩個站區的付費區設有換乘專用閘機，供持智能卡或定期票的乘客使用。其他乘客必須離開付費區然後購入另一家公司的車票才能換乘。

#### 月台配置
月台位於地面，採島式月台1面2線設計。月台近站房一邊設有扶手電梯。另外月台上設有店舖。
| 月台 | 路線    | 目的地                       |
| ---- | ------- | ---------------------------- |
| 7、8 | ■常總線 | 守谷、水海道、下妻、下館方向 |

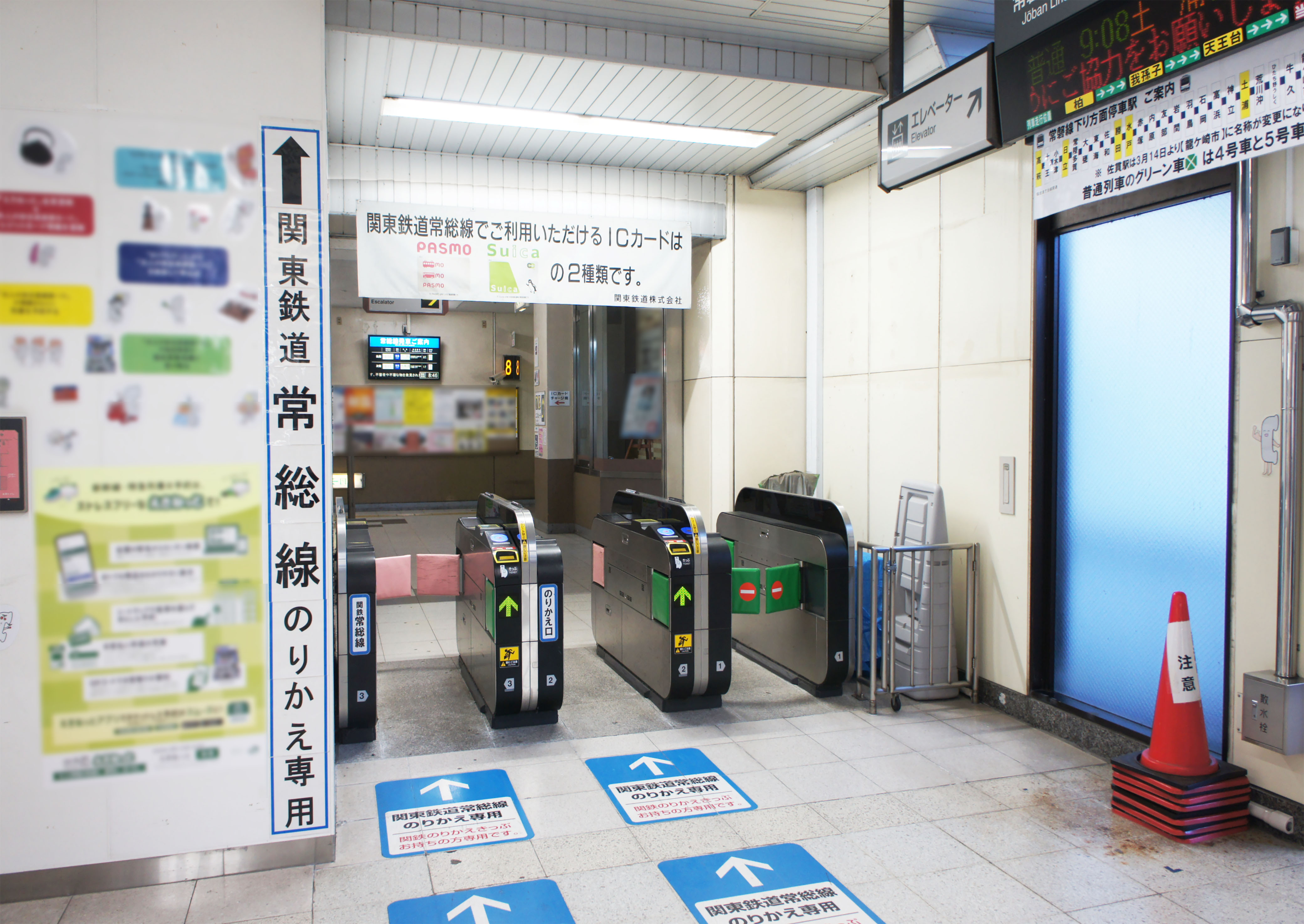
轉乘閘口（2021年12月）
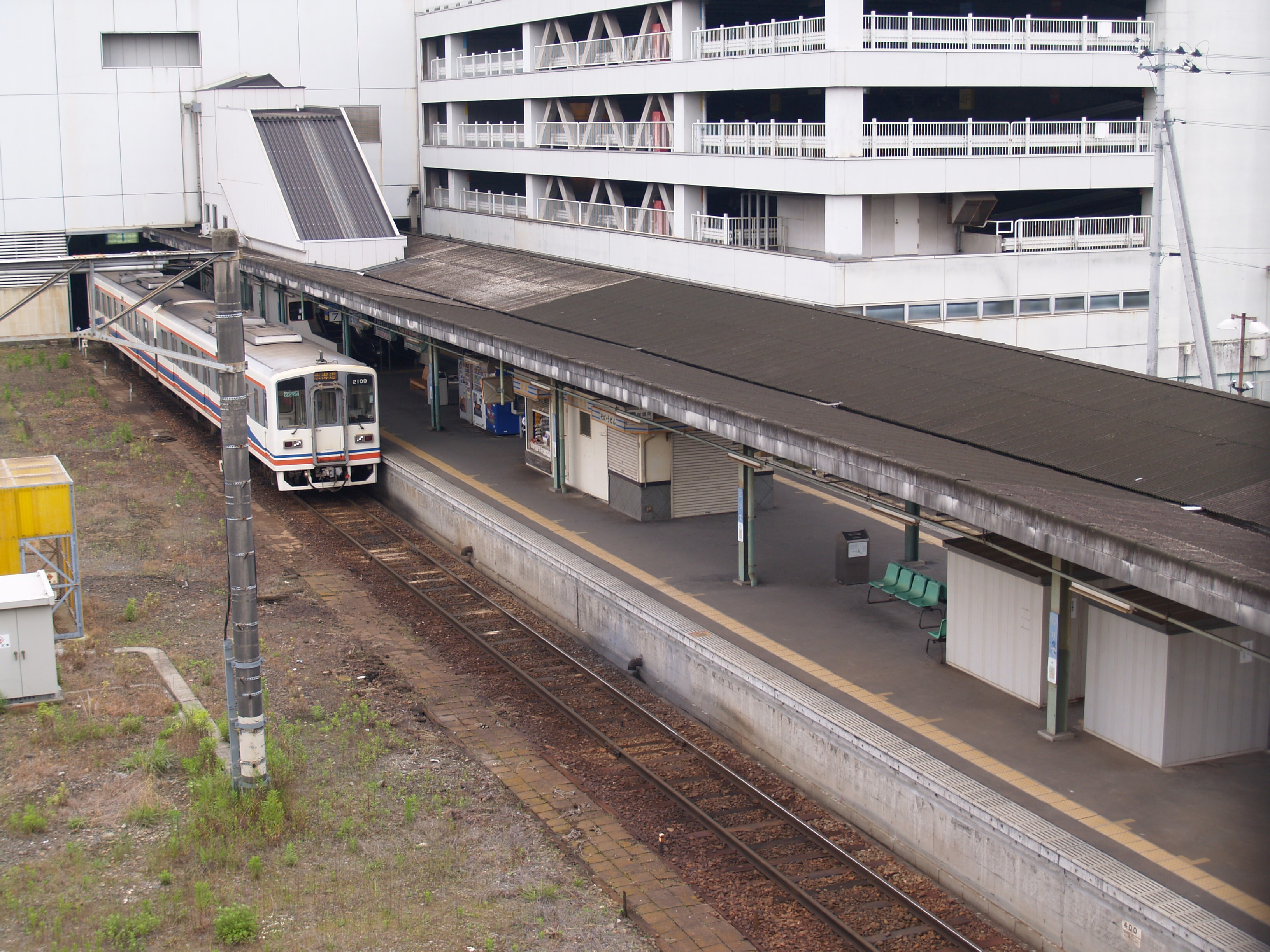
關東鐵道站區月台（攝於2010年6月）

## 使用情況
- JR東日本 - 2019年度的1日平均上車人次為27,277人。以前曾經是茨城縣最多上車人次的車站，2014年度水戶站超越而成為縣內第2位。
- 關東鐵道 - 2014年度的1日平均上車人次為5,710人，25個車站當中排行第1位。但是與常磐線同樣，筑波快線開業以後繼續有減少傾向。

各年度的一日平均上下、上車人次數量如下表。
| 年度               | JR東日本 | 關東鐵道   | 關東鐵道 |
| 年度               | 上車人次 | 上下車人次 |          |
| ------------------ | -------- | ---------- | -------- |
| 1997年（平成09年） | 52,372   |            |          |
| 1998年（平成10年） | 51,057   |            |          |
| 1999年（平成11年） | 49,215   |            |          |
| 2000年（平成12年） | 48,126   |            |          |
| 2001年（平成13年） | 47,236   |            |          |
| 2002年（平成14年） | 45,708   |            |          |
| 2003年（平成15年） | 44,623   |            |          |
| 2004年（平成16年） | 43,788   |            |          |
| 2005年（平成17年） | 38,997   |            |          |
| 2006年（平成18年） | 34,056   |            |          |
| 2007年（平成19年） | 32,840   |            |          |
| 2008年（平成20年） | 31,886   |            |          |
| 2009年（平成21年） | 30,662   | 13,129     |          |
| 2010年（平成22年） | 29,563   | 12,250     |          |
| 2011年（平成23年） | 28,315   | 11,534     |          |
| 2012年（平成24年） | 27,768   | 11,540     |          |
| 2013年（平成25年） | 27,901   |            |          |
| 2014年（平成26年） | 27,410   | 10,666     |          |
| 2015年（平成27年） | 28,450   | 11,081     |          |
| 2016年（平成28年） | 28,068   | 11,345     |          |
| 2017年（平成29年） | 27,741   | 11,332     |          |
| 2018年（平成30年） | 27,613   |            |          |
| 2019年（令和元年） | 27,277   |            |          |

## 歷史
取手站於1896年開業。除了客運外，初期還有作為運送來往麒麟啤酒取手工場的貨運站的功能（貨運服務已於1984年停辦）。
- 1896年（明治29年）12月25日－日本鐵道取手站開業。
- 1906年（明治39年）11月1日－日本鐵道被政府國有化。
- 1909年（明治42年）10月12日－制定路線名稱為常磐線。
- 1913年（大正2年）11月1日－常總線站區開業。
- 1930年（昭和5年）6月－改建部分站房。
- 1982年（昭和57年）11月15日－常磐線四線路段第二期（我孫子－取手間）開業。常磐線急行「常磐」號其中一對班次停站。
- 1984年（昭和59年）2月1日－停辦貨運服務。
- 1987年（昭和62年）4月1日－國鐵分割民營化，國鐵站區由JR東日本接手經營。
- 1988年（昭和63年）10月1日－車站大樓「Boxhill」開業。
- 1992年（平成4年）6月2日－關東鐵道常總線發生列車因制動失效衝出軌道撞向車站大樓的意外，造成1名乘客死亡，超過250名乘客受傷。
- 2001年（平成13年）11月18日－JR東日本智能卡系統Suica啟用。
- 2009年（平成21年）3月14日－關東鐵道加入智能卡系統PASMO，並開始接受Suica。
- 2009年（平成21年）－本站南方的快速線利根川橋梁開始重建工程（預定上行線2013年秋季，下行線2014年秋季啟用）｡

## 相鄰車站
東日本旅客鐵道
 常磐線（快速、中距離列車）
■特別快速（此站起往藤代方向的「特別快速」為各站停車）
柏（JJ 07）－取手（JJ 10）－藤代
■快速、■普通（此站以南為「快速」）
天王台（JJ 09）－取手（JJ 10）－藤代
 常磐線（各站停車）※只限早晚運行
天王台（JL 31）－取手（JL 32）
關東鐵道
■常總線
■快速、■普通
取手－西取手

### 使用情況

#### JR東日本
1. ↑  . 東日本旅客鉄道.   [2019-03-07]. （原始内容存档于2017-06-27）.
2. ↑  . 東日本旅客鉄道.   [2019-03-07]. （原始内容存档于2014-10-09）.
3. ↑  . 東日本旅客鉄道.   [2019-03-07]. （原始内容存档于2016-08-16）.
4. ↑  . 東日本旅客鉄道.   [2019-03-07]. （原始内容存档于2016-10-16）.
5. ↑  . 東日本旅客鉄道.   [2019-03-07]. （原始内容存档于2017-09-10）.
6. ↑  . 東日本旅客鉄道.   [2019-03-07]. （原始内容存档于2017-06-27）.
7. ↑  . 東日本旅客鉄道.   [2019-03-07]. （原始内容存档于2006-06-16）.
8. ↑  . 東日本旅客鉄道.   [2019-03-07]. （原始内容存档于2019-03-22）.
9. ↑  . 東日本旅客鉄道.   [2019-03-07]. （原始内容存档于2019-03-22）.
10. ↑  . 東日本旅客鉄道.   [2019-03-07]. （原始内容存档于2014-10-06）.
11. ↑  . 東日本旅客鉄道.   [2019-03-07]. （原始内容存档于2019-03-22）.
12. ↑  . 東日本旅客鉄道.   [2019-03-07]. （原始内容存档于2011-07-10）.
13. ↑  . 東日本旅客鉄道.   [2019-03-07]. （原始内容存档于2018-07-07）.
14. ↑  . 東日本旅客鉄道.   [2019-03-07]. （原始内容存档于2019-03-24）.
15. ↑  . 東日本旅客鉄道.   [2019-03-07]. （原始内容存档于2019-03-24）.
16. ↑  . 東日本旅客鉄道.   [2019-03-07]. （原始内容存档于2019-03-24）.
17. ↑  . 東日本旅客鉄道.   [2019-03-07]. （原始内容存档于2019-03-23）.
18. ↑  . 東日本旅客鉄道.   [2019-03-07]. （原始内容存档于2019-03-24）.
19. ↑  . 東日本旅客鉄道.   [2019-07-07]. （原始内容存档于2018-07-06）.
20. ↑  . 東日本旅客鉄道.   [2019-07-07]. （原始内容存档于2019-07-05）.
21. ↑  . 東日本旅客鉄道.   [2020-07-11]. （原始内容存档于2020-07-13）.

#### 關東鐵道
1. ↑  . 平成22年版「統計とりで」. 取手市: 95. 2010-12  [2019-03-07]. （原始内容存档于2019-03-07）. 外部链接存在于|work= (帮助)
2. ↑   (PDF). 平成23年版「統計とりで」. 取手市: 96. 2011-12  [2019-03-07]. （原始内容存档 (PDF)于2019-03-07）. 外部链接存在于|work= (帮助)
3. ↑   (PDF). 平成24年版「統計とりで」. 取手市: 98. 2012-12  [2019-03-07]. （原始内容存档 (PDF)于2019-03-07）. 外部链接存在于|work= (帮助)
4. ↑   (PDF). 平成25年版「統計とりで」. 取手市: 98. 2013-12  [2019-03-07]. （原始内容存档 (PDF)于2019-03-07）. 外部链接存在于|work= (帮助)
5. ↑   (PDF). 平成27年版「統計とりで」. 取手市: 94. 2015-12  [2019-03-07]. （原始内容存档 (PDF)于2019-03-07）. 外部链接存在于|work= (帮助)
6. ↑   (PDF). 平成26年版「統計とりで」. 取手市: 94. 2014-12  [2019-03-07]. （原始内容存档 (PDF)于2019-03-07）. 外部链接存在于|work= (帮助)
7. ↑   (PDF). 平成29年版「統計とりで」. 取手市: 94. 2017-12  [2019-03-07]. （原始内容存档 (PDF)于2019-03-07）. 外部链接存在于|work= (帮助)

## 外部連結
- 車站資訊（取手）：東日本旅客鐵道
- 取手站（页面存档备份，存于） - 關東鐵道

35°53′46.83″N 140°3′47.77″E / 35.8963417°N 140.0632694°E